# Бирма на летних Олимпийских играх 1988
Бирма принимала участие в Летних Олимпийских играх 1988 года в Сеуле (Корея) в десятый раз за свою историю, но не завоевала ни одной медали. Сборную страны представляли две женщины в одном виде спорта.

## Состав и результаты

### Лёгкая атлетика
Женщины
Беговые дисциплины
| Спортсмен      | Соревнование | Предварительный раунд | Предварительный раунд | Четвертьфинал | Четвертьфинал | Полуфинал | Полуфинал | Финал     | Финал     |
| Спортсмен      | Соревнование | Результат             | Место                 | Результат     | Место         | Результат | Место     | Результат | Место     |
| -------------- | ------------ | --------------------- | --------------------- | ------------- | ------------- | --------- | --------- | --------- | --------- |
| Кхин Кхин Хтве | 1500 м       | 4:20.92               | 23                    | Не прошла     | Не прошла     | Не прошла | Не прошла | Не прошла | Не прошла |
| Кхин Кхин Хтве | 3000 м       | 9:26.57               | 29                    | Не прошла     | Не прошла     | Не прошла | Не прошла | Не прошла | Не прошла |
| Мар Мар Мин    | 10 000 м     | DNS                   | DNS                   | Не прошла     | Не прошла     | Не прошла | Не прошла | Не прошла | Не прошла |

DNS = Не стартовал — спортсмен не вышел на старт или же вышел, но не стартовал.

Шоссейные дисциплины
| Спортсмен   | Соревнование | Предварительный раунд | Предварительный раунд | Четвертьфинал | Четвертьфинал | Полуфинал | Полуфинал | Финал     | Финал |
| Спортсмен   | Соревнование | Результат             | Место                 | Результат     | Место         | Результат | Место     | Результат | Место |
| ----------- | ------------ | --------------------- | --------------------- | ------------- | ------------- | --------- | --------- | --------- | ----- |
| Мар Мар Мин |              |                       |                       |               |               |           |           |           |       |
| марафон     | н/д          | н/д                   | н/д                   | н/д           | н/д           | н/д       | DNF       | DNF       |       |

DNF = Не финишировал — спортсмен стартовал, но не финишировал.